# 宅間英夫
宅間 英夫（たくま ひでお、1926年9月16日 - 1979年4月26日）は京都府出身の部落解放運動家。京都こどものとも社社長。部落解放同盟京都府連南丹地協議長の国府泰造から「兄ちゃん」と呼ばれる存在だった。

## 経歴
京都府船井郡富本村（現・南丹市）生まれ。父は郡是製糸社員。
京都府立第二中学校（現・京都府立鳥羽高等学校）時代から松居直や木島始と交際があった。松山高等学校 (旧制)の受験に失敗し、海軍通信学校に入隊したが1ヶ月で敗戦を迎える。
1946年、京都人文学園入学。1949年、同志社大学新聞学科に聴講生として学びつつ郷里の八木町青年団で活動。このころは朝田善之助や日本共産党の山林解放闘争のニセ情報を警察に200円で売ってなぶる計画の軍師だった。当時、船井郡の青年団を分裂させて右寄りに持っていこうとした野中広務に「CIEのまわし者」と非難を浴びせ、対決したこともある。
故郷で株式会社宅間製本紙工を経営する傍ら、部落外から部落解放運動に参加。1967年、部落解放同盟の国府義輝を八木町の町長にすべく後援会を結成した（ただし国府は町長選に3回出馬していずれも落選）。
1971年、今江祥智『ひげのあるおやじたち』（福音館書店）が部落差別図書とされ絶版にされた事件をきっかけに、福音館書店代理店児童図書販売の「京都こどものとも社」を設立。当時の福音館書店の社長は中学時代から交際のある松居直だった。1978年、八木町社会同和教育推進委員長に就任。同年、第1回部落解放研究会八木町集会「部落問題をみんなのものに」を実行委員長として開催。癌になり、52歳で病死。